# Le Borgne (chef hidatsa)
Pour les articles ayant des titres homophones, voir Le Borgne et Leborgne.
Le Borgne (One Eyed) était un chef amérindien hidatsa. Il est connu pour avoir rencontré l’expédition Lewis et Clark en 1805 lors de leur hivernage à Fort Mandan. Il contrôlait avec les Mandans les rives du Missouri.